# احمد المرغنی (بازیکن فوتبال)
احمد المرغنی (عربی: أحمد المرغني؛ زادهٔ ۲۴ مهٔ ۱۹۸۸) یک بازیکن فوتبال اهل مصر است.

## باشگاهی
از باشگاه‌هایی که در آن بازی کرده‌است می‌توان به باشگاه ورزشی زمالک، باشگاه فوتبال المصری، باشگاه ورزشی التضامن کویت، اشاره کرد.

## تیم ملی
وی همچنین در تیم ملی فوتبال مصر بازی کرده است.